# L'home que va estimar Cat Dancing
 L'home que va estimar Cat Dancing  (títol original: The Man Who Loved Cat Dancing) és una pel·lícula estatunidenca dirigida per Richard C. Sarafian el 1973. És l'adaptació d'una novel·la de Marilyn Durham publicada el 1972 i ha estat doblada al català.

## Argument
Al desert, els homes de Jay Grobart, un antic oficial, s'apoderen del contingut d'un furgó postal, davant dels ulls de Catherine Crocker, testimoni inesperat que és immediatament capturat. Les forces de l'ordre es llancen a la persecució dels lladres i el marit de Catherine, Willard Crocker, s'ajunta a la patrulla…

## Repartiment
- Burt Reynolds: Jay Grobart
- Sarah Miles: Catherine Crocker
- Jack Warden: Dawes
- George Hamilton: Willard Crocker
- Lee J. Cobb